# Umberto Tommasini
Umberto Tomasini (Vivaro, 9 de marzo de 1896 - ibíd. 22 de agosto de 1980) fue un anarquista, antiestalinista y luchador antifascista nacido en Trieste. Participó dos veces en atentados fallidos a Mussolini y participó en la guerra civil española en la Sección italiana de la Columna Ascaso de la CNT-FAI.

## Biografía
Hijo de padres socialistas, nació en Vivaro (Trieste) en 1896, cuando Trieste era un importante puerto del Imperio austrohúngaro bajo la dinastía de los Habsburgo. Su madre murió en 1902. Ya de muy joven participó en la huelga general convocada en la ciudad en octubre de 1909 contra el fusilamiento del pedagogo Francisco Ferrer Guardia en Barcelona. Primero socialista y luego, a partir de 1921, anarquista, colaboró con Gino Lucetti en un intento de asesinato a Benito Mussolini en 1926. Fue encarcelado durante 5 años tras los cuales marchó a París hasta que se unió a la Sección italiana de la Columna Ascaso de la CNT-FAI para luchar en el frente de Aragón en agosto de 1936, dónde coincidió con Carlo Rosselli y Camillo Berneri. Fue víctima de la represión estalinista del PSUC y a principios de 1937 fue detenido y a punto estuvo de ser fusilado. Una vez liberado volvió a París en verano de 1937 e intentó otro atentado fallido contra Mussolini por el que fue trasladado a Italia y encarcelado hasta que fue liberado en 1943. Después de su experiencia en el frente de Aragón no quiso participar en la resistencia con los comunistas. Tras el fin de la guerra en 1945 volvió a Trieste. En 1968 se acercó al movimiento revolucionario juvenil. Murió en 1980.